# Tales from the Emerald Sword Saga
Tales from the Emerald Sword Saga é um álbum de compilações da banda italiana de power metal sinfônico Rhapsody of Fire, esse álbum reúne os maiores sucessos da banda, que vão desde o seu álbum de estréia Legendary Tales, até o seu último álbum até então, o Power of the Dragonflame. O álbum foi lançado em 2004 pela gravadora Magic Circle Music.

## Lista de Faixas
Todas as letras foram compostas por Alex Staropoli e Luca Turilli.
| N.º            | Título                                   | Duração |  |
| 1.             | "Warrior of Ice"                         | 6:02    |  |
| 2.             | "Rage of the Winter (Symphonic Version)" | 4:48    |  |
| 3.             | "Forest of Unicorns"                     | 3:24    |  |
| 4.             | "Land of Immortals (Remake)"             | 4:52    |  |
| 5.             | "Emerald Sword"                          | 4:21    |  |
| 6.             | "Wisdom of the Kings"                    | 4:29    |  |
| 7.             | "Wings of Destiny"                       | 4:28    |  |
| 8.             | "Riding the Winds of Eternity (Edit)"    | 3:48    |  |
| 9.             | "Dawn of Victory"                        | 4:47    |  |
| 10.            | "Holy Thunderforce"                      | 4:21    |  |
| 11.            | "The Village of Dwarves"                 | 3:52    |  |
| 12.            | "Rain of a Thousand Flames"              | 3:47    |  |
| 13.            | "Knightrider of Doom"                    | 3:57    |  |
| 14.            | "The March of the Swordmaster"           | 5:04    |  |
| 15.            | "Power of the Dragonflame"               | 4:27    |  |
| 16.            | "Lamento Eroico"                         | 4:39    |  |
| Duração total: | Duração total:                           | 70:58   |  |

## Integrantes
- Fabio Lione - Vocal (todas as faixas)
- Alex Staropoli - Teclado (todas as faixas)
- Luca Turilli - Guitarra (todas as faixas)
- Sascha Paeth - Baixo (apenas nas faixas 1, 3, 13, 14, 15 e 16)
- Alessandro Lotta - Baixo (apenas nas faixas 2, 4, 5, 6, 7, 8, 9, 10, 11 e 12)
- Thunderforce - Bateria (apenas nas faixas 2, 9, 10, 11, 12, 13, 14, 15 e 16)
- Daniele Carbonera - Bateria (apenas nas faixas 1, 3, 4, 5, 6, 7 e 8)